# Вишня (нож)
«Вишня» (нож разведчика образца 1943 года, НР-43) — название боевого ножа, состоящего на вооружении советских и российских спецподразделений органов безопасности с 1943 года по настоящее время.

## История
Нож создавался с учётом опыта боевого применения армейского ножа образца 1940 года. Было решено отказаться от неудачных деревянных ножен, была изменена конструкция рукояти и форма гарды. Изделие отличается исключительно малым для боевого ножа весом.
Выпускался нож рядом промышленных предприятий и, в первую очередь, на Златоустовском инструментальном заводе-комбинате № 259 им. В. И. Ленина (ЗиК) и Златоустовском инструментально-механическом заводе № 391.
Некоторые источники, скорее всего, ошибочно, утверждают, что Вишня была принята на вооружение ещё в 40-е гг.
По некоторым данным, нож «Вишня» появился в результате использования старых невостребованных запасов лезвий для ножей НА-40 (НР-40). Согласно этой версии, в годы войны предприятия и артели пытались выполнить для фронта заказ на ~1,5 млн ножей НА-40. До конца войны в войска поступило около 300 тыс. шт. Устрашающее количество ножей, ещё не готовых, без рукоятей, осело на складах. Впоследствии они были частично переданы в армейские мастерские. Уже в 70-80-х г. г., из этих лезвий начали изготавливать знакомые многим ножи с разборной рукоятью из зелёного пластика, симметричной «гардой» и кожаными ножнами. Стилизованная буква «Р» на лезвии напоминала вишенку. Так финка получила своё прозвище. Подробности этой истории неизвестны, но в пользу этой версии говорят некоторые факты:
-На заводе ЗИК отрицают техническую возможность в 40-е гг. производить ножи с такими рукоятями. Соответствующая техническая документация в архиве предприятия отсутствует. Зато отлично опознают произведённые ими лезвия с соответствующими клеймами (чаще всего «ЗиК 1943»).
— На фронтовых фото и в документах тех лет данное изделие не встречается вообще, как и в первые послевоенные годы.
Впервые «Вишни» засветились на фото из Афганистана. Множество фотографий с афганской войны свидетельствует об их использовании воинами-интернационалистами в 80х гг.
Надо сказать, всех воинов того времени финками не снабжали. Вероятно, они входили в дополнительную экипировку определённых подразделений СА.
В настоящее время производятся также и современные реплики ножа «Вишня». Например, в 2015 году такие реплики были разработаны и выпущены компанией «Златко» (г. Златоуст, Россия), модель ZLATKO-1571 и компанией «Viking Nordway», модель НР-43 B244-59. В этой реплике длина клинка ножа была уменьшена до 148 мм.

## Конструкционные особенности
Клинок ножа «Вишня» близок к клинку ножа образца 1940 года. Рукоять имеет отличающуюся форму и выполнена из ударопрочной пластмассы чёрного, зелёного или белого цвета. Перекрестие гарды и оголовки рукояти выполнены из металла. Носится нож на поясном ремне в кожаных ножнах.
Монтаж — сквозной на винт и гайку, винт М3 нарезался на хвостовике, гайкой служило навершие рукояти. Когда златоустовские клинки закончились, изготовитель (ЗиК) наладил выпуск своих с клеймом «ракета» — буква «Р», которая похожа на ягоду вишни. Этот рисунок и стал причиной такого необычного названия.

## Тактико-технические параметры[3]
Общая длина ножа — 270 мм
Длина клинка — 158 мм
Толщина клинка — 2,6 мм
Ширина клинка — 17,17 мм
Вес ножа без ножен — 0,15 кг